# Mitrager
Genre
Mitrager est un genre d'araignées aranéomorphes de la famille des Linyphiidae.

## Distribution
Les espèces de ce genre se rencontrent en Asie du Sud et en Asie du Sud-Est.

## Liste des espèces
Selon World Spider Catalog (version 23.0, 17/06/2022) :
- Mitrager angelus (Tanasevitch, 1998)
- Mitrager assueta (Tanasevitch, 1998)
- Mitrager clypeellum (Tanasevitch, 1998)
- Mitrager cornuta (Tanasevitch, 2015)
- Mitrager coronata (Tanasevitch, 1998)
- Mitrager dismodicoides (Wunderlich, 1974)
- Mitrager elongatus (Wunderlich, 1974)
- Mitrager falcifera (Tanasevitch, 1998)
- Mitrager falciferoides (Tanasevitch, 2015)
- Mitrager globiceps (Thaler, 1987)
- Mitrager hirsuta (Wunderlich, 1974)
- Mitrager lineata (Wunderlich, 1974)
- Mitrager lopchu (Tanasevitch, 2015)
- Mitrager lucida (Wunderlich, 1974)
- Mitrager malearmata (Tanasevitch, 1998)
- Mitrager modesta (Tanasevitch, 1998)
- Mitrager noordami van Helsdingen, 1985
- Mitrager rustica (Tanasevitch, 2015)
- Mitrager savigniformis (Tanasevitch, 1998)
- Mitrager sexoculata (Wunderlich, 1974)
- Mitrager sexoculorum (Tanasevitch, 1998)
- Mitrager tholusa (Tanasevitch, 1998)
- Mitrager triceps (Tanasevitch, 2020)
- Mitrager unicolor (Wunderlich, 1974)
- Mitrager villosus (Tanasevitch, 2015)

## Systématique et taxinomie
Ce genre a été décrit par van Helsdingen en 1985 dans les Linyphiidae.

## Publication originale
- van Helsdingen, 1985 : « Mitrager noordami, an erigonine novelty from Java. » Bulletin of the British Arachnological Society, vol. 6, p. 353-358.